# Санс, Франсиско Хавьер
Франсиско Хавьер Санс Алонсо (исп. Francisco Javier Sanz Alonso; 13 декабря 1952, Castronuevo, Кастилия и Леон — 11 ноября 2022, Саламанка, Кастилия и Леон) — испанский шахматист, международный мастер (1978).
Чемпион Испании (1973). Многократный участник командных чемпионатов Испании (1974, 1977, 1980—1981, 1995, 1997—1998, 2003 и 2009). За время выступлений завоевал 2 золотые медали (1974 и 1981) и одну серебряную (1980). По итогам командного чемпионата 1980 года также получил «серебро» в индивидуальном зачёте.
В составе сборной Испании участник 5-и Олимпиад (1974—1982).

## Изменения рейтинга
| Графики недоступны из-за технических проблем. См. информацию на Фабрикаторе и на mediawiki.org. |